# Wołosadka
Wołosadka – dawna wieś. Tereny, na których była położona, leżą obecnie na Białorusi, w obwodzie witebskim, w rejonie dokszyckim, w sielsowiecie Krypule.

## Historia
W czasach zaborów ówczesny folwark w granicach Imperium Rosyjskiego.
W dwudziestoleciu międzywojennym wieś leżała w Polsce, w województwie wileńskim, w powiecie dziśnieńskim, do 11 kwietnia 1929 w gminie Dokszyce, następnie w gminie Hołubicze.
Według Powszechnego Spisu Ludności z 1921 roku zamieszkiwały tu 83 osób, 1 była wyznania rzymskokatolickiego, a 17 prawosławnego. Jednocześnie wszyscy mieszkańcy zadeklarowali białoruską przynależność narodową. Było tu 17 budynków mieszkalnych. W 1931 w 19 domach zamieszkiwało 105 osób.
Miejscowość należała do parafii rzymskokatolickiej i prawosławnej w Dokszycach. Podlegała pod Sąd Grodzki w Dokszycach i Okręgowy w Wilnie; właściwy urząd pocztowy mieścił się w Dokszycach.